# Juillet 1978
Cette page présente les faits marquants du mois de juillet 1978.

## Événements
- Expulsion de 10 000 Béninois de Libreville à la suite de la rupture des relations diplomatiques entre la république populaire du Bénin et le Gabon, le gouvernement du président Mathieu Kérékou ayant accusé le Gabon de collusion avec les mercenaires de Bob Denard dans leur tentative de coup d'État dans son pays.
- Affrontement entre l’armée syrienne et les milices chrétiennes au Liban. Damas se rapproche des forces de gauche et de l’OLP.
- La république populaire socialiste d'Albanie rompt avec la république populaire de Chine.
- 2 juillet (Formule 1) : Grand Prix automobile de France.
- 5 juillet (Nicaragua) : la bourgeoisie antisomoziste fonde le Front élargi d’opposition (FAO) et propose l’installation d’un gouvernement provisoire et la tenue d’élections. Le FSLN multiplie ses opérations militaires.
- 7 juillet
  - (Rallye automobile) : arrivée du Rallye de Pologne.
  - indépendance des îles Salomon.
- 8 juillet : le Front national remporte les élections générales malaisiennes de 1978 (en).
- 9 juillet (Bolivie) : le candidat officiel, le général Juan Pereda Asbún, reçoit 50 % des voix à la suite d’une élection présidentielle frauduleuse.
- 10 juillet : procès contre Natan Sharansky et Guinsburg en URSS.
- 11 juillet : catastrophe de Los Alfaques en Espagne.
- 16 juillet (Formule 1) : Grand Prix de Grande-Bretagne.
- 21 juillet (Bolivie) : Juan Pereda Asbún doit procéder à un coup d’État pour confirmer sa victoire contestée.
- 22 juillet (Iran) : à Mashhad, une procession funéraire, en l'honneur d'un hodjatoleslam local décédé dans un accident de la route, dégénère après que certains membres du cortège ont jeté des cailloux en direction de la police. Celle-ci ouvre le feu sur la foule et une quarantaine de morts sont à dénombrer.
- 28 juillet - 5 aout : le 63e congrès mondial d’espéranto a lieu à Varna. Il est suivi par 4414 participants et a pour thème « Langue internationale, éducation internationale ».
- 30 juillet (Formule 1) : Grand Prix automobile d'Allemagne.
- 31 juillet : le texte de la nouvelle constitution espagnole démocratique est adopté par les Cortes par 94,2 % de voix OUI pour les députés et par 94,5 % de voix OUI pour les sénateurs.

## Naissances
- 4 juillet : Émile Lokonda Mpenza, footballeur belge.
- 6 juillet :
  - Danil Khalimov, lutteur russe et kazakh († 15 octobre 2020).
  - Tamera Mowry, actrice américaine.
  - Tia Mowry, actrice américaine.
- 8 juillet : Rachael Lillis, actrice  et doubleuse américaine († 10 août 2024).
- 9 juillet : Wahid Bouzidi, humoriste franco-algérien († 20 août 2023).
- 10 juillet : Christian Lapointe, auteur et metteur en scène québécois.
- 13 juillet : Kate More, actrice de charme néerlandaise.
- 15 juillet : Jean Sébastien Lavoie, chanteur.
- 17 juillet : 
  - Émilie Simon, auteur-compositeur-interprète française.
  - Justine Triet, réalisatrice et scénariste française.
- 18 juillet : Mélissa Theuriau, journaliste française.
- 20 juillet : Adam Szustak, dominicain polonais.
- 21 juillet : Josh Hartnett, acteur américain.
- 25 juillet : Louise Brown premier « bébé éprouvette », au Royaume-Uni.
- 31 juillet : 
  - Will Champion, batteur anglais du groupe Coldplay.
  - Estelle Youssouffa, femme politique française.

## Décès
- 23 juillet : Danielle Collobert, écrivaine et poétesse française.
- 30 juillet : Mohamed Hédi El Amri, écrivain et historien tunisien.